# Randfleck-Wickeneule
Die Randfleck-Wickeneule (Lygephila craccae) ist ein Schmetterling (Nachtfalter) aus der Familie der Eulenfalter (Noctuidae). Das Artepitheton leitet sich von der Hauptnahrungspflanze der Raupe, der Vogel-Wicke (Vicia cracca) ab.

## Merkmale

### Falter
Die Flügelspannweite der Falter beträgt 40 bis 44 Millimeter. Die Farbe der Flügeloberseiten variiert von Hellgrau über Grauviolett oder Graubraun bis hin zu Dunkelgrau. Am Vorderrand der Vorderflügel heben sich drei bis vier dunkle Flecke deutlich ab. Die Querlinien verlaufen undeutlich. Die dunkelbraune Nierenmakel ist schmal. Eine Ringmakel fehlt in der Regel, ist bei einigen Exemplaren nur als schwarzer Punktpunkt erkennbar. Die Adern sind hell bestäubt. Hinterkopf und Nacken sind auffällig schwarzbraun samtig behaart.

### Ei, Raupe, Puppe
Das Ei ist kugelig und hat zunächst eine hell gelblich braune Farbe, die sich später in rosa mit einer grünlichen Binde im Oberteil ändert. Es ist am Eiboden tief gemuldet und mit ca. 30 kräftigen, geraden Längsrippen überzogen, von denen knapp die Hälfte die Mikropylzone erreicht.
Ausgewachsene Raupen sind graubraun oder graugrün gefärbt. Die feine Rückenlinie ist dunkelbraun. Die breiten Seitenstreifen sind ebenfalls dunkelbraun. Auf der gesamten Körperoberfläche befinden sich weiße, schwarz gekernte Punktwarzen. Der graubraune Kopf ist dunkel gegittert.
Die rotbraune Puppe ist am gerunzelten Kremaster mit zahlreichen gekrümmten Borsten versehen.

### Ähnliche Arten
Bei der sehr ähnlichen Marmorierten Wickeneule (Lygephila viciae) sind die Flecke am Vorderrand kleiner oder fehlen. Die große, dunkle, jedoch meist etwas undeutliche oder in Flecke aufgelöste Nierenmakel wird von den hell bestäubten Adern durchschnitten.

## Verbreitung und Lebensraum
Das Verbreitungsgebiet der Randfleck-Wickeneule erstreckt sich von Süd- und Westeuropa durch Zentralasien bis nach China und Japan. In den Südalpen reicht das Vorkommen bis in Höhenlagen von 1800 Metern. Die Art besiedelt in erster Linie warme, steinige Hänge, Waldränder, Lichtungen, felsige Heiden und Ödländereien. Sie kommt bevorzugt auf Kalkboden vor.

## Lebensweise
Die nachtaktiven Falter fliegen in zwei Generationen im Mai und Juni sowie im Juli und August. Sie besuchen künstliche Lichtquellen und Köder. Die Raupen ernähren sich bevorzugt von den Blättern der Vogel-Wicke (Vicia cracca). Zu den weiteren Nahrungspflanzen zählen Wald-Wicke (Vicia sylvatica), Kronwicken (Coronilla), Bärenschote (Astragalus glycyphyllos) und Frühlings-Platterbse (Lathyrus vernus). Die Art überwintert als Ei.